# Okres Dielsdorf
Okres Dielsdorf (německy Bezirk Dielsdorf) je jedním z 12 okresů v kantonu Curych ve Švýcarsku. Administrativním centrem okresu je Dielsdorf.

## Poloha
Okres se rozkládá na severozápadě kantonu Curych, západně a severozápadně od Curychu. Zahrnuje části údolí Furttal jižně od hřebenu Lägern, údolí Wehntal severně od hřebenu a oblast až k severní hranici na Rýnu.
Okres byl vytvořen v roce 1814 ze západní části okresu Bülach a zpočátku se nazýval Oberamt Regensberg. S kantonální ústavou z roku 1831 se z Oberamtu stal okres Regensberg. Hlavní město okresu bylo v roce 1871 přesunuto z Regensbergu do Dielsdorfu na úpatí Lägernu.

## Seznam obcí
| Znak           | Název obce     | Počet obyvatel (31. 12. 2023) | Rozloha (km²) | Hustota zalidnění (obyv./km²) |
| -------------- | -------------- | ----------------------------- | ------------- | ----------------------------- |
| Bachs          | Bachs          | 648                           | 9,13          | 71                            |
| Boppelsen      | Boppelsen      | 1446                          | 3,96          | 365                           |
| Buchs          | Buchs          | 6664                          | 5,84          | 1141                          |
| Dällikon       | Dällikon       | 4387                          | 4,51          | 973                           |
| Dänikon        | Dänikon        | 1867                          | 2,87          | 651                           |
| Dielsdorf      | Dielsdorf      | 6391                          | 5,87          | 1089                          |
| Hüttikon       | Hüttikon       | 974                           | 1,59          | 613                           |
| Neerach        | Neerach        | 3316                          | 6,04          | 549                           |
| Niederglatt    | Niederglatt    | 5341                          | 3,60          | 1484                          |
| Niederhasli    | Niederhasli    | 9611                          | 11,30         | 851                           |
| Niederweningen | Niederweningen | 3238                          | 6,85          | 473                           |
| Oberglatt      | Oberglatt      | 7595                          | 8,25          | 921                           |
| Oberweningen   | Oberweningen   | 1891                          | 4,94          | 383                           |
| Otelfingen     | Otelfingen     | 3001                          | 7,15          | 420                           |
| Regensberg     | Regensberg     | 462                           | 2,37          | 195                           |
| Regensdorf     | Regensdorf     | 19 676                        | 14,62         | 1346                          |
| Rümlang        | Rümlang        | 8194                          | 12,41         | 660                           |
| Schleinikon    | Schleinikon    | 870                           | 5,68          | 153                           |
| Schöfflisdorf  | Schöfflisdorf  | 1391                          | 4,01          | 347                           |
| Stadel         | Stadel         | 2357                          | 12,89         | 183                           |
| Steinmaur      | Steinmaur      | 3714                          | 9,39          | 396                           |
| Weiach         | Weiach         | 2123                          | 9,58          | 222                           |
| Celkem (22)    | Celkem (22)    | 95 157                        | 152,85        | 623                           |